# Hub and spoke
Pour les articles homonymes, voir Hub.
Hub and spoke ou réseau en étoile provient de l'anglais hub (moyeu) et spoke (rayon d'une roue).

## Informatique
Dans les réseaux informatiques, le modèle de réseau en étoile désigne une architecture mettant en œuvre un point de connexion central qui peut atteindre chacune des terminaisons situées à la périphérie ; elle s'oppose à celles de réseau point à point et de réseau en anneau ou en bus.

## Aéronautique

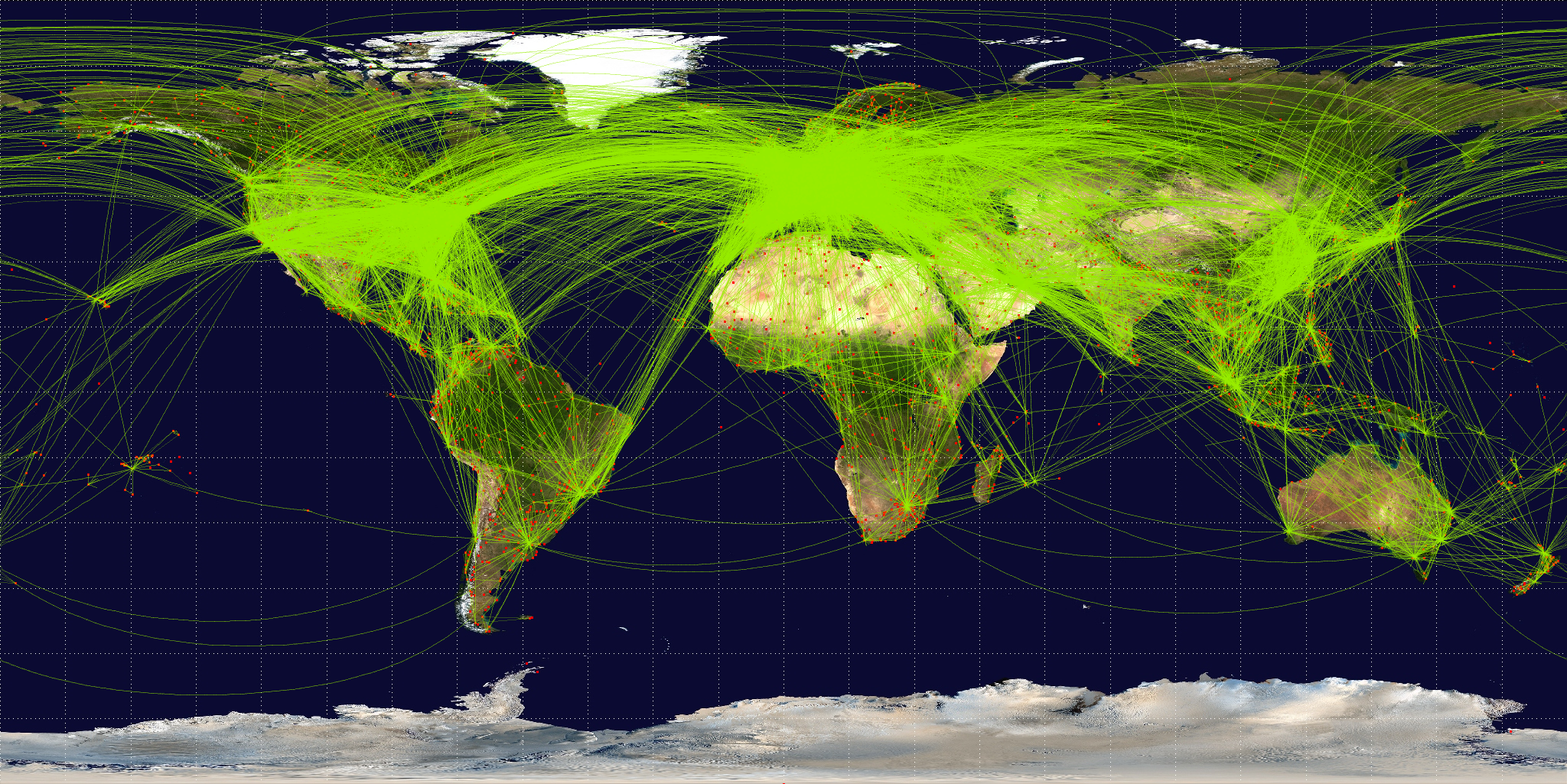
Planisphère montrant le système du Hub and spoke aéroportuaire.

En aéronautique, le hub and spoke est une configuration de vols, qui consiste à mettre en place des vols long-courriers effectués par des très gros porteurs (tels que l'A380), entre les grands aéroports. Les passagers changent ensuite d'avion, et sont amenés à leur lieu de destination par un avion plus modeste. Le hub and spoke s'oppose au point-to-point, où toutes les villes sont reliées entre elles. Dans une économie qui se voulait plus respectueuse des ressources, le hub and spoke était une aberration en termes de kilomètres parcourus/consommation (par passager) comparé, à modèle égal, avec le point-to-point, d'où l'échec relatif de l'utilisation de ce modèle par les compagnies aériennes (entraînant l'arrêt des commandes de l'A380) . Cependant, avec le développement des offres AIR RAIL le hub and spoke aérien avec le train redevient une alternative économique et écologique.

## Presse
Depuis le milieu des années 2010, plusieurs éditeurs de presse tels Condé Nast ou Jalou, s'orientant vers le web, ont créé des hubs européens ou mondiaux afin de fournir du contenu à l'ensemble de leurs éditions internationales numériques ou print. 